# Come Death
Come Death är det fjärde fullängds studioalbumet med det norska death metal-bandet Blood Red Throne. Albumet släpptes 2007 av skivbolaget Earache Records.

## Låtlista
1. "Slaying The Lamb" – 5:07
2. "Deranged Assassin" – 6:05
3. "Rebirth In Blood" – 4:52
4. "Gutteral Screams" – 4:16
5. "Taste Of God" – 4:12
6. "No New Beggining" – 5:15
7. "Come Death" – 4:31
8. "Disincarnated" – 4:22
9. "Another Kill" – 3:53

## Medverkande
Blood Red Throne
- Død (Daniel Olaisen) – gitarr
- Tchort (Terje Vik Schei) – gitarr
- Vald (Osvald Egeland) – sång
- Erlend Caspersen – basgitarr
- Anders Faret Haave – trummor

Andra medverkande
- Endre Kirkesola – ljudtekniker
- Valle Adžić – ljudmix
- Dragan Tanasković – mastering
- Łukasz Jaszak – omslagsdesign
- Tchort – foto
- Jon Tønnessen	– foto
- Klaudiusz Witczak	– teckning